# Andrea Scotti
Andrea Scotti (Napoli, 27 agosto 1931 – Nepi, 21 dicembre 2003) è stato un attore italiano, impiegato prevalentemente in ruoli da caratterista.

## Biografia
La sua carriera inizia nel 1955 col film Lo scapolo di Antonio Pietrangeli. Nel 1956 si diploma al Centro sperimentale di cinematografia di Roma e inizia una lunga carriera che lo porterà a interpretare oltre novanta film. Fra le sue numerose interpretazioni: Morte di un amico (1959) di Franco Rossi, L'eroe di Babilonia (1963) di Siro Marcellini, Come inguaiammo l'esercito (1965) di Lucio Fulci e Il figlio di Django (1967) di Osvaldo Civirani.
Ha interpretato numerosi western, talvolta utilizzando lo pseudonimo americanizzante di Andrew Scott.

## Filmografia parziale
- Sorrisi e canzoni, regia di Luigi Capuano (1958)
- 3 straniere a Roma, regia di Claudio Gora (1958)
- Gagliardi e pupe, regia di Roberto Bianchi Montero (1958)
- Capitan Fuoco, regia di Carlo Campogalliani (1958)
- Morte di un amico, regia di Franco Rossi (1959)
- I Reali di Francia, regia di Mario Costa (1959)
- Gli amori di Ercole, regia di Carlo Ludovico Bragaglia (1960)
- L'eroe di Babilonia, regia di Siro Marcellini (1963)
- Sansone contro i pirati, regia di Tanio Boccia (1963)
- Il segno del Coyote (El vengador de California), regia di Mario Caiano (1963)
- I due colonnelli, regia di Steno (1963)
- Sansone e il tesoro degli Incas, regia di Piero Pierotti (1964)
- Buffalo Bill - L'eroe del Far West, regia di Mario Costa  (1964)
- All'ombra di una colt, regia di Giovanni Grimaldi (1965)
- Il conquistatore di Atlantide, regia di Alfonso Brescia (1965)
- La montagna di luce, regia di Umberto Lenzi (1965)
- Password: Uccidete agente Gordon, regia di Sergio Grieco (1966)
- L'affare Beckett, regia di Osvaldo Civirani (1966)
- Lola Colt - Faccia a faccia con El Diablo, regia di Siro Marcellini (1967)
- Il lungo, il corto, il gatto, regia di Lucio Fulci (1967)
- Per 100.000 dollari t'ammazzo, regia di Giovanni Fago (1968)
- T'ammazzo!... Raccomandati a Dio, regia di Osvaldo Civirani (1968)
- Una pistola per cento bare, regia di Umberto Lenzi (1968)
- Lo voglio morto, regia di Paolo Bianchini (1968)
- Preparati la bara!, regia di Ferdinando Baldi (1968)
- Zenabel, regia di Ruggero Deodato (1969)
- Shango, la pistola infallibile, regia di Edoardo Mulargia (1970)
- La colomba non deve volare, regia di Sergio Garrone (1970)
- Arriva Durango... paga o muori, regia di Roberto Bianchi Montero (1971)
- Il venditore di morte, regia di Lorenzo Gicca Palli (1971)
- Giornata nera per l'ariete, regia di Luigi Bazzoni (1971)
- Racconti proibiti... di niente vestiti, regia di Brunello Rondi (1972)
- Donnarumma all'assalto, regia di Marco Leto (1972)
- Rivelazioni di un maniaco sessuale al capo della squadra mobile, regia di Roberto Bianchi Montero (1972)
- Campa carogna... la taglia cresce, regia di Giuseppe Rosati (1973)
- Oremus, Alleluia e Così Sia, regia di Alfio Caltabiano (1973)
- Il testimone deve tacere, regia di Giuseppe Rosati (1974)
- Prostituzione, regia di Rino Di Silvestro (1974)
- Il maestro di violino, regia di Giovanni Fago (1976)
- La lupa mannara, regia di Rino Di Silvestro (1976)